# Bornholm (eiland)
Bornholm (Oudnoors: Borgundarholm; Bornholms: Borringholm) is een Deens eiland in de Oostzee. Sinds 1 januari 2003 vormt Bornholm één gemeente, Bornholms Regionskommune. Sinds 1 januari 2007 maakt de gemeente Bornholm deel uit van de regio Hovedstaden. De grootste stad op het eiland is Rønne, van waaruit er diverse veerverbindingen naar het Deense vasteland (Køge, vlak onder Kopenhagen), Zweden (Ystad), Duitsland en Polen zijn. De belangrijkste bronnen van inkomsten zijn toerisme en landbouw. Bornholm heeft 39.756 inwoners. Ca. 600.000 toeristen bezoeken jaarlijks het eiland.
Het is een van de grotere eilanden in de Oostzee. 
De Ouddeense naam is Burgundarholm (of spellingvarianten daarvan), wat "Eiland van de Bourgondiërs" betekende. In de volksmond wordt Bornholm ook wel het zonneschijneiland (Deens: Solskinsøen) genoemd.

## Geschiedenis

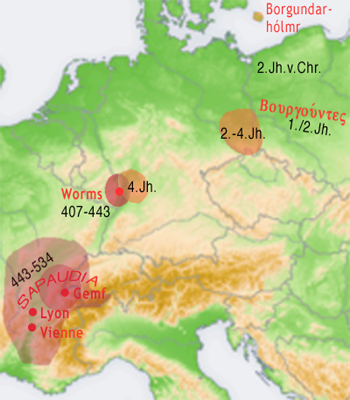
De Bourgondische woongebieden.

### Middeleeuwen en ancien régime
Bornholm is sinds de vijfde eeuw bekend, onder de naam Borgundarholm. Vanwege deze naam is de theorie geopperd dat de Bourgondiërs oorspronkelijk van dit eiland afkomstig zijn.
Gedurende de Middeleeuwen werd de heerschappij over het eiland betwist door de koning en de kerk. Meer dan 200 jaar, tot 1525, behoorde het kasteel Hammershus toe aan het bisdom, waarna koning Frederik I Bornholm aan Lübeck verpachtte als beloning voor de verdrijving van koning Christiaan II.
In de nasleep van de Deens-Zweedse oorlog viel Bornholm in Zweedse handen, toen Denemarken bij de Vrede van Roskilde Skåne verloor. Een groep rebellen wist echter, onder leiding van Jens Pedersen Kofoed, Poul Hansen Ancher, Peder Olsen Hassel en Villum Clausen, tijdens de Bornholmse opstand van december 1658 Bornholm te bevrijden door de Zweedse bevelhebber Johan Printzensköld in Rønne om het leven te brengen, en de Zweedse manschappen te overmeesteren. In het Verdrag van Kopenhagen (27 mei 1660) kwam Bornholm ook formeel weer bij Denemarken, maar 18 adellijke landgoederen in Skåne werden aan de Zweedse kroon overgedragen.
Enige historische bekendheid geniet het eiland door de Slag bij Bornholm, onderdeel van de Schoonse Oorlog. In deze zeeslag stond een gecombineerde Deens-Nederlandse tegenover een Zweedse vloot.
Op 5 juni 1676 viel de Deense vloot met Nederlandse hulp de veel grotere Zweedse vloot aan en wist de slag te winnen, waarop de Zweden zich terugtrokken. Cornelis Tromp, op dat moment in Deense dienst, kwam drie dagen na de slag aan met extra Nederlandse schepen en zette de achtervolging in. Op 11 juni dwong hij de Zweden bij Öland tot een nieuwe zeeslag.

### Twintigste eeuw

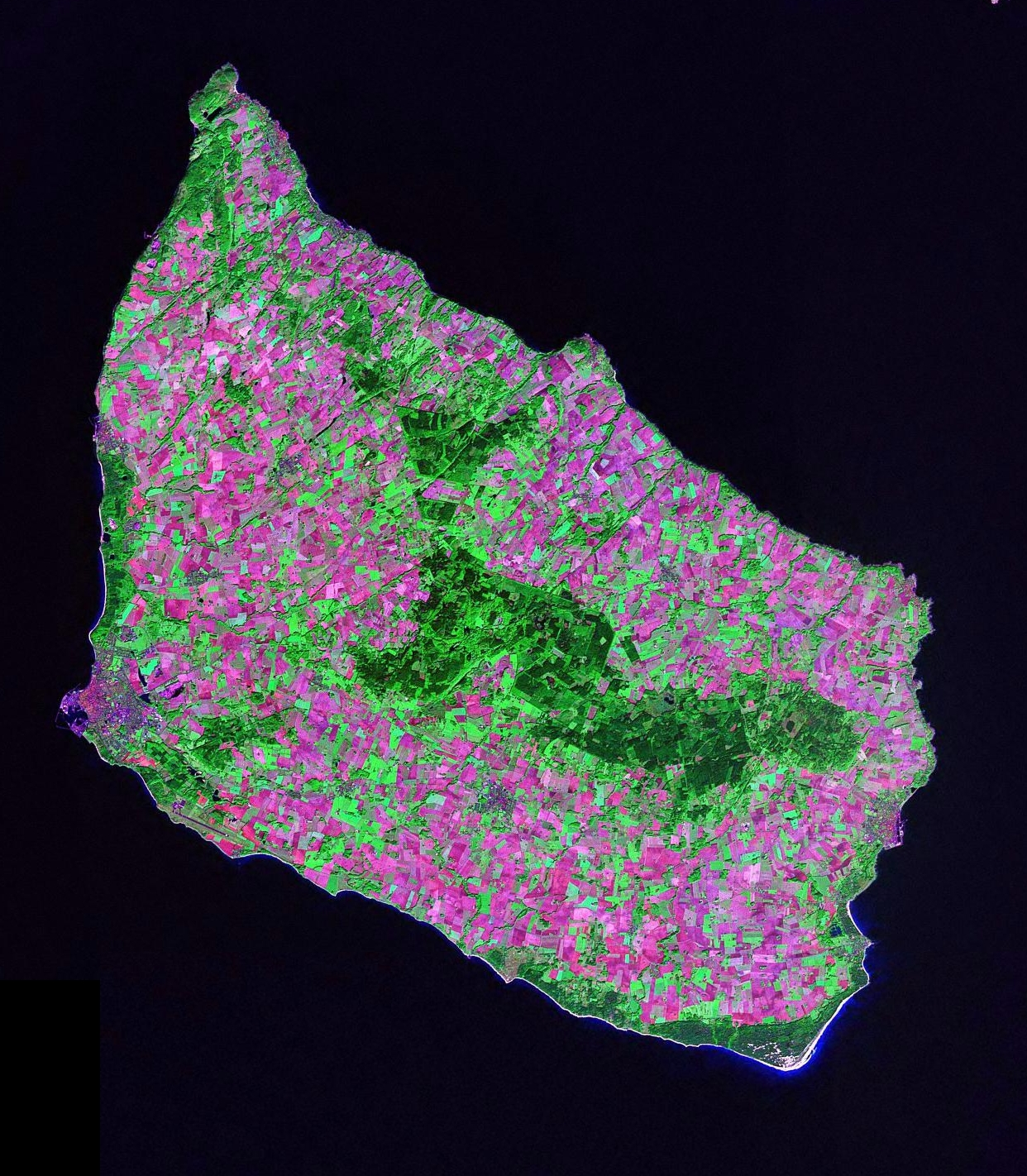
Satellietfoto van Bornholm

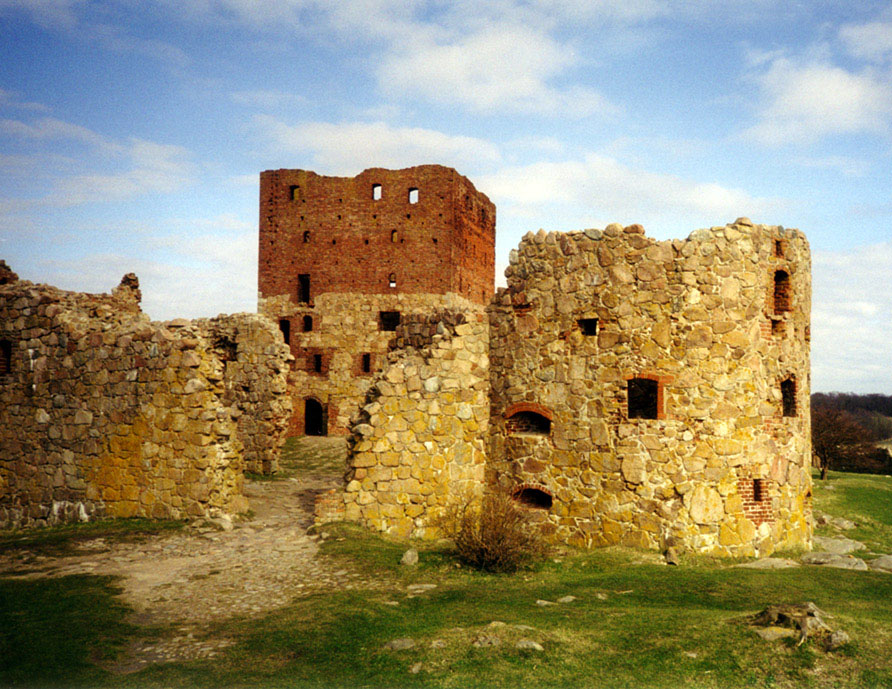
Ruïne van Hammershus

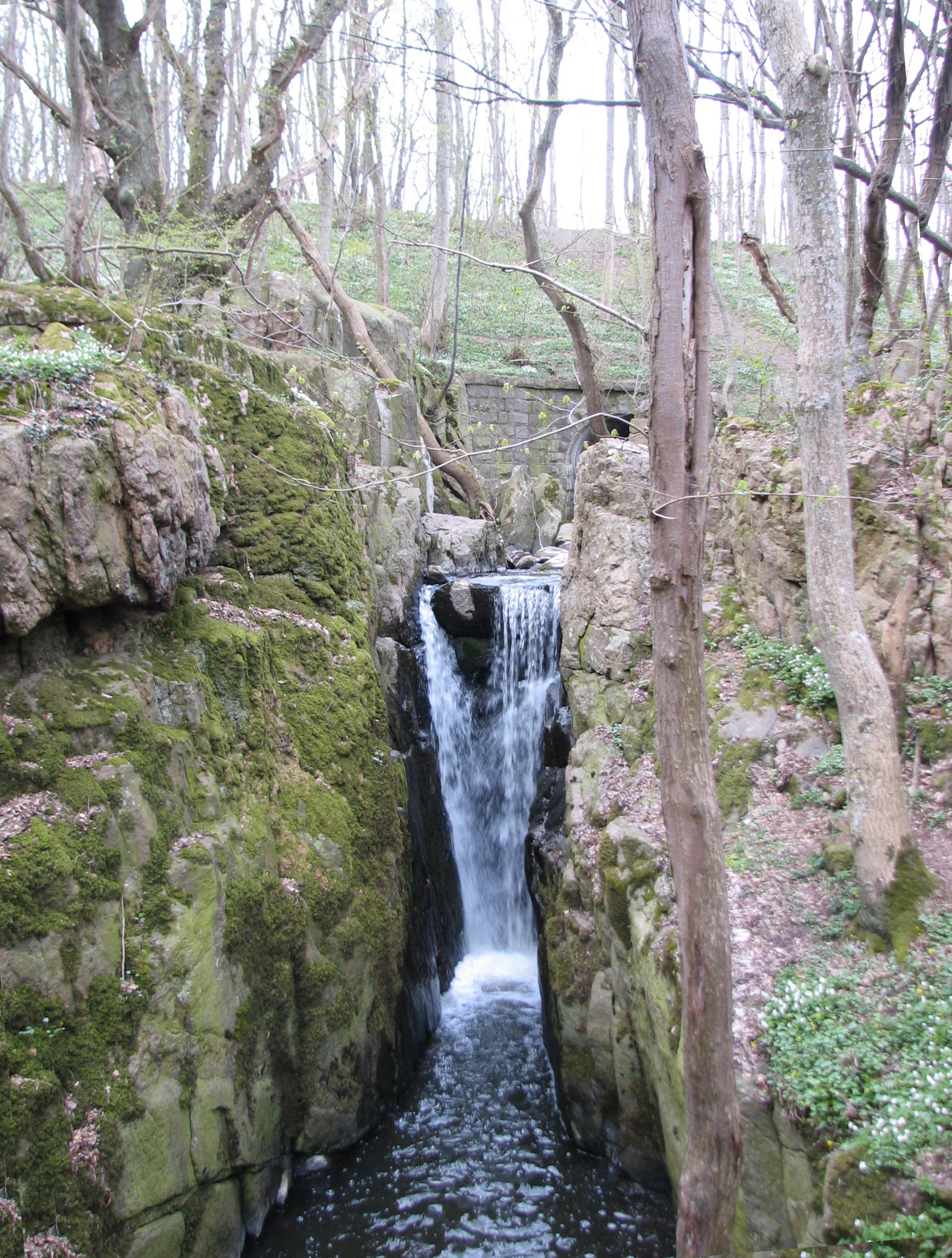
Kobbeåen - Waterval op Bornholm

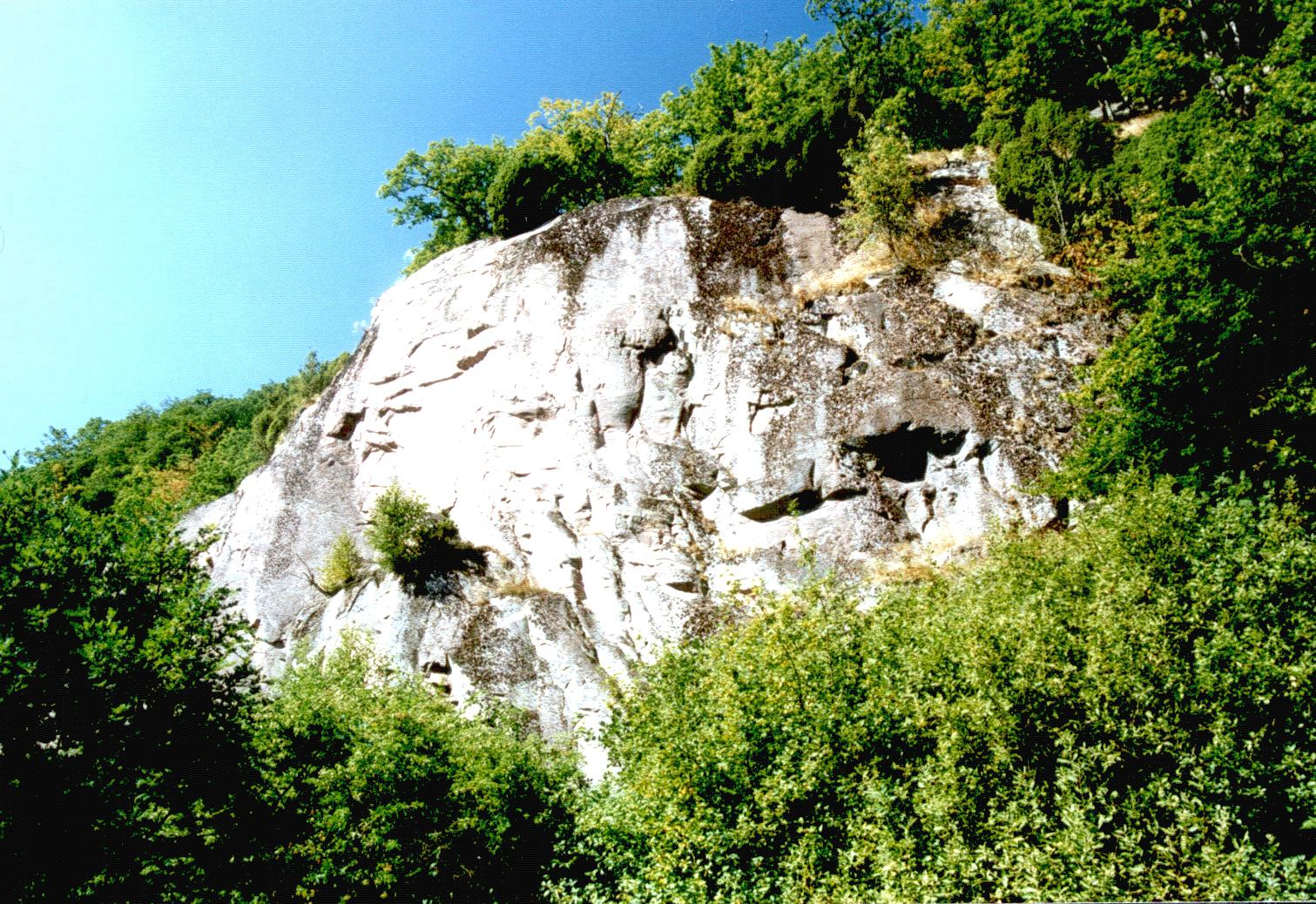
Ekkodalen (Het Echodal)

Omstreeks 1900 stagneerde de groei van de Bornholmse bevolking. Het aantal inwoners bleef sindsdien op een niveau van 40.000 - 45.000 steken, terwijl de bevolking in de rest van Denemarken sinds het eind van de 19e eeuw is verdubbeld.

#### Tweede Wereldoorlog
Opvallende gebeurtenis in de geschiedenis van het eiland is de bevrijding. Nadat nazi-Duitsland had gecapituleerd, weigerde de Duitse commandant Gerhard von Kamptz zich over te geven aan de Sovjets die het eiland bevrijdden. Hij wilde zich alleen overgeven aan het Britse leger, dat de rest van Denemarken voor zijn rekening nam. Toen verkenningsvliegtuigen van het Sovjet leger overvlogen, gaf de Duitse generaal het bevel het luchtafweergeschut te gebruiken. Deze actie leidde uiteindelijk op 7 en 8 mei 1945 tot een bombardement op Rønne en Nexø. Uiteindelijk moest de commandant zich overgeven.
Zweden schonk de steden Nexø en Rønne na de Russische bombardementen 300 houten huizen, van het type dat Noorwegen schonk aan de Zeeuwse steden bij de watersnoodramp van 1953. Deze zijn nog altijd in gebruik.

#### Onder de duim van de Sovjets
De Russen bleven nog 11 maanden op Bornholm gelegerd alvorens ze vertrokken. De Deense regering ging op 5 maart 1946 akkoord met de eis van de Russen dat geen vreemde macht op het eiland aanwezig zou mogen zijn. Dit werd nimmer ondertekend, maar mondeling overeengekomen. Hierdoor valt Bevrijdingsdag niet op 5 mei zoals elders in Denemarken, maar op 17 maart, de dag dat Russen daadwerkelijk afreisden.
Gustav Rasmussen, de minister van Buitenlandse Zaken, verzocht zijn Britse en Amerikaanse collega's om niemand naar Bornholm te sturen om de Russen geen enkele reden tot wantrouwen te geven. Hierdoor kwam Bornholm diplomatiek en militair gezien in een soort quarantaine. Zelfs twee ongewapende Zweedse marineopleidingsschepen uit de Marinehaven van Karlskrona die in 1948 een gezelligheidsbezoek wilden afleggen werden angstvallig geweerd, om de Russen geen reden te geven om Bornholm alsnog weer in te lijven. De vermijd provocatie-politiek ten opzichte van de Russen zou nog ruim 30 jaar de Deense politiek beheersen. Hiermee zou Bornholm ook voor de NAVO niet toegankelijk zijn.
In 1952 en 1953 waren er plannen om de Amerikanen op Deense luchthavens plaats te bieden ter bescherming van het land. De Sovjet-Unie liet middels twee waarschuwingen weten dat dit tegen de gemaakte afspraken van 5 maart 1946 inging. Direct werden alle plannen van tafel geveegd. De Amerikanen werden derhalve vriendelijk bedankt voor het aanbod, maar afgewezen.
In december 1961 zou Denemarken met de Bondsrepubliek Duitsland een samenwerking aangaan. Maar wederom zond de Sovjet-Unie een waarschuwing naar de Deense regering. Ditmaal verzekerde de Deense regering dat de samenwerking geen verandering zou betekenen voor Bornholm, aangezien er op Bornholm enkel Deense soldaten gestationeerd zouden zijn onder Deens commando. De minister van Buitenlandse Zaken stond zelfs de Luchtmachtgeneraal Tage Andersen als hoofd van de Deens-Duitse commando's niet toe om voet op Bornholm te zetten, om de Russen niet te provoceren.
In juni 1971 landde een Amerikaanse helikopter van een Amerikaans vliegdekschip, dat op weg was naar de Oostzee, op het eiland. Twee Deense piloten uit Rønne en een Amerikaanse straaljager van hetzelfde schip maakten een noodlanding op de luchthaven van Rønne vanwege een beschadigd landingsgestel. Het incident leidde tot een diplomatiek protest van de Russische ambassadeur in Kopenhagen. Het protest werd afgewezen vanwege de aard van deze gebeurtenissen waarover de Deense regering geen controle had.

#### Russische dreiging voorbij
In 1983 werd door Uffe Ellemann-Jensen in het geheim begonnen met het verruimen van de restricties om Bornholm weer tot een normaal deel van het Koninkrijk te maken. In 1984 werd permanent toestemming verleend aan de Bondsrepubliek Duitsland en Amerika om op Bornholm te landen. Toen tijdens Navo-oefeningen van beide landen een gevechtsvliegtuig op Bornholm landde, werd de Deense ambassadeur direct op het matje geroepen op het ministerie van Buitenlandse Zaken in Moskou. Er werd weer gewezen op de afspraak van 5 maart 1946. Na overleg met de Deense regering werd, in tegenstelling tot de schikkelijke houding van eerst, de Sovjetambassadeur in Kopenhagen kort en zakelijk geantwoord dat er geen afspraak was met de Sovjet-Unie met betrekking tot de soevereiniteit over Bornholm. De terughoudendheid van de Deense regering kwam uitsluitend voort uit de wil om spanningen met de Sovjet-Unie te vermijden.
Hoewel de Sovjet-Unie in 1991 uit elkaar viel, zou het hierna nog jaren duren voordat er een NAVO-oefening zou plaatsvinden waaraan Bornholm deel zou nemen. In 1999 vroeg de Russische ambassadeur: "Waarom zou men breken met een "herenakkoord" nu dat al 53 jaar goed heeft gewerkt?" In november 2000 landden 41 Britse parachutisten op Bornholm waarmee definitief gebroken werd met de terughoudende opstelling ten aanzien van Rusland.

## Plaatsnamen
Veel van de Bornholmse plaatsen zijn, in tegenstelling tot de overige Deense parochies, genoemd naar de kerk van die plaats:
- Aakirkeby (Stad bij Aa Kirke), genoemd naar Aa Kirke ('Krekenkerk'), de naam van de kerk.[12]
- Pedersker, genoemd naar Peders Kerk
- Klemensker, genoemd naar Klemens' Kerk
- Nyker, genoemd naar de Nieuwe Kerk
- Rutsker, genoemd naar Ruts Kerk

Sommige namen verwijzen naar een beekje in de buurt:
- Muleby, "Mule-stad", genoemd naar het beekje de Mule.

## Bekende personen
De bekendste personen van Bornholm zijn:
| - Povl Anker - Klaus Bondam (politicus) - Villum Clausen - Vilhelmine Charlotte Erichsen - Winni Grosbøll (burgemeester) - Oluf Høst - Karl Isakson - Peter Juel Jensen - Jeppe Kofod (politicus) | - Marie Kofoed - Bjarne Kristiansen (burgemeester) - Carsten Larsen - Niels Lergård - Johan Nicolai Madvig - Allan Nielsen - Magnus Cort Nielsen - Olaf Rude - Charlotte Vigel - Kristian Zahrtmann (schilder, schrijver) |

## Flora en fauna

### Vegetatie
Het eiland is deels bedekt door loofbos en deels door naaldbos, daarnaast komen zandduinen voor langs de kust. De natuurlijke vegetatie die potentieel op het eiland aanwezig was, bestond uit bos van het type Beuken-verbond, de klasse van de eiken- en beukenbossen op voedselrijke grond (Querco-Fagetea). Op rotsbodem van zuidhellingen groeide beuk en wintereik en op zuurdere gronden droogbos. Op steilere noordhellingen en in kloofdalen met een vochtig klimaat, vond men van nature esdoorn, ruwe iep en gewone iep. Naaldhout stond van oorsprong alleen op zandgronden in de duinen van Dueodde.
Deze natuurlijke vegetaties zijn door agrarisch gebruik sterk verdrongen. Natuurlijk bos is praktisch geheel verdwenen. Het midden van het eiland werd vroeger als graasgebied voor vee gebruikt, als Almindingen, grond voor collectief gebruik. Rondom dit gebied kwam een ring van intensief gebruikt akkerland. Het bos in het midden werd door deze beweiding verschraald en het hout werd gebruikt voor scheepsbouw. Desondanks is de Almindingen nog steeds het op een na grootste aaneengesloten bosgebied van Denemarken. Aanvankelijk ontstond daar door de kaalkap en beweiding een heide, maar die werd na 1900 beplant met bos. Daarbij werden uitheemse, snel groeiende naaldboomsoorten uitgekozen. Van de oorspronkelijke heide zijn nog maar een paar kleine stukken over. 

### Vogels
Er broeden rond de 100 vogelsoorten op het eiland. Daarnaast komen in het voor- en najaar veel trekvogels tijdelijk op het eiland voor, zoals kraanvogels en ruigpootbuizerden. De lijst van totaal waargenomen vogels ligt boven de 310 soorten. Het eiland bezit een van de grootste kolonies van broedende eidereenden. Verder zijn er aan de noord- en westkust rotsen waarop alken en zeekoeten broeden. Het bosgebied in het midden van het eiland herbergt een kleine broedpopulatie van de ruigpootuil (Aegolius funereus). Van de noordse nachtegaal zijn er meer dan 200 broedparen op het eiland.

### Reptielen
Op Bornholm komen verschillende reptielen voor, zoals de levendbarende hagedis (Zootoca vivipara) en de hazelworm (Anguis fragilis). Ook amfibieën zoals de gewone pad (Bufo bufo) en de kleine watersalamander (Lisotriton vulgaris) hebben zich gevestigd.

## Toerisme
Het toerisme vormt een belangrijk deel van de inkomsten. Dit is onder andere te danken aan de ligging van het eiland, alsook aan de rijke cultuur die het eiland heeft.
- Almindingen, met het Almindingenbos, Rytterknægten (Uitkijktoren) en Ekkodalen ("het Echodal")
- Hammershus, een ruïne van een voorheen belangrijke burcht.
- Kobbeåen, de rivier de Kobbe, met de enige waterval van Denemarken (zie foto).
- Lilleborg ("Kleine Burcht").
- Paradisbakkerne met de Rokkesteen
- Stranden aan de zuidkust: Boderne, Pedersker, Balka en Dueodde
- Rotsformaties tussen Hasle en Hammershus, Jons Kapel, alsook Helligdomsklipperne tussen Gudhjem en Tejn
- De ronde kerken van Østerlars, Olsker, Nylars en Nyker
- Andere unieke middeleeuwse kerken in Allinge-Sandvig, Aakirkeby, Rutsker, Ibsker, Knudsker en belangrijke overblijfselen in Østermarie
- Sint-Clemenskerk in Klemensker
- Bornholms Kunstmuseum in Gudhjem
- Rønne Theater in Rønne, trekt jaarlijks 25.000 bezoekers.
- Bornholms Museum in Rønne (Erichsens Gård, Landbrugsmuseet Melstedgård, L. Hjorts Terracottafabrik en Kastellet)

## Sport
Bornholm kent een rijke variatie aan sporten. Zowel op het land als op het water worden verschillende wedstrijden georganiseerd. Onder andere:
- Danish Open Match Race, een deel van het World Match Racing Tour[14]
- Trolling Masters

## Kerkgenootschappen op Bornholm
Het grootste kerkgenootschap op Bornholm is de Evangelisch-Lutherse. Dit is tevens de Staatskerk of zoals de Denen dat noemen Folkekirken (Volkskerk). Bijna elk dorp heeft wel een kerk. Er zijn grote verschillen in bouwstijl. Er zijn ronde kerken, kerken die deel uitmaken van een verdedigingswerk, kerken die oorspronkelijk als kapel werden gebouwd, enzovoorts. Het christendom werd rond 1150 geïntroduceerd, waarbij door het Bisdom het slot Hammershus als bestuurscentrum werd gebruikt. Vandaar dat vele van deze kerken rond 1150 of daarna zijn gebouwd.

## Transport

### Scheepvaart
Bornholm is door de eeuwen heen afhankelijk geweest van de scheepvaart. Tot aan 1856 was men afhankelijk van de handelsvloot uit Rønne. Hierna werd een stoomschip ingezet tussen Rønne en Kopenhagen via Ystad of Trelleborg. In 1866 werd Aktieselsskabet Dampskibsselskabet paa Bornholm (later met toevoeging af 1866) opgericht. Tien jaar later werd in Nexø Østbornholmske Dampskibsselskabet opgericht.
Tot 2019 werd de veerverbinding onderhouden door Færgen A/S. Vanaf 1 september 2018 nam Mols-Linien A/S de veerverbindingen tussen Rønne-Køge v.v. en Rønne-Ystad-(Kopenhagen) over.

### Treinverkeer
Een aantal decennia heeft er ook een spoorwegverbinding gelegen tussen Rønne en Allinge (eindstation Hammershus) alsook tussen Rønne en Nexø. In eerste instantie was dit uitsluitend voor het transport van goederen, later ook voor personen. Er werd gebruikgemaakt van smalspoor.

### Busverkeer
Bornholm heeft tien busverbindingen over het eiland tussen onder andere Rønne-Allinge, Rønne-Gudhjem, Rønne-Svaneke, Rønne-Aakirkeby-Nexø. Deze worden verzorgd door BAT en rijden doorgaans in aansluiting op de veerverbindingen.

### Luchtverkeer
Tussen Københavns Lufthavne Kastrup en Bornholms Lufthavn (nabij Rønne) wordt een lijndienst onderhouden door Danish Air Transport.

## Omgeving
| Plaatsen op Bornholm                                   | Plaatsen op Bornholm          | Plaatsen op Bornholm                      | Plaatsen op Bornholm | Plaatsen op Bornholm                        |
| ------------------------------------------------------ | ----------------------------- | ----------------------------------------- | -------------------- | ------------------------------------------- |
| Allinge-Sandvig Vang Olsker Rutsker Klemensker Sandkås |                               | Tejn Rø Gudhjem Melsted Østerlars         |                      | Svaneke Østermarie Listed Bølshavn Årsballe |
|                                                        |                               |                                           |                      |                                             |
| Hasle Sorthat-Muleby Teglkås Nyker Helligpeder         | Nexø Bodilsker Balka Aarsdale |                                           |                      |                                             |
|                                                        |                               |                                           |                      |                                             |
| Lobbæk Rønne Knudsker Vestermarie                      |                               | Arnager Nylars Aakirkeby Boderne Sømarken |                      | Snogebæk Poulsker Pedersker Dueodde         |

## Afbeeldingengalerij

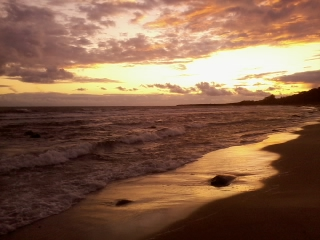
Zonsondergang bij Boderne
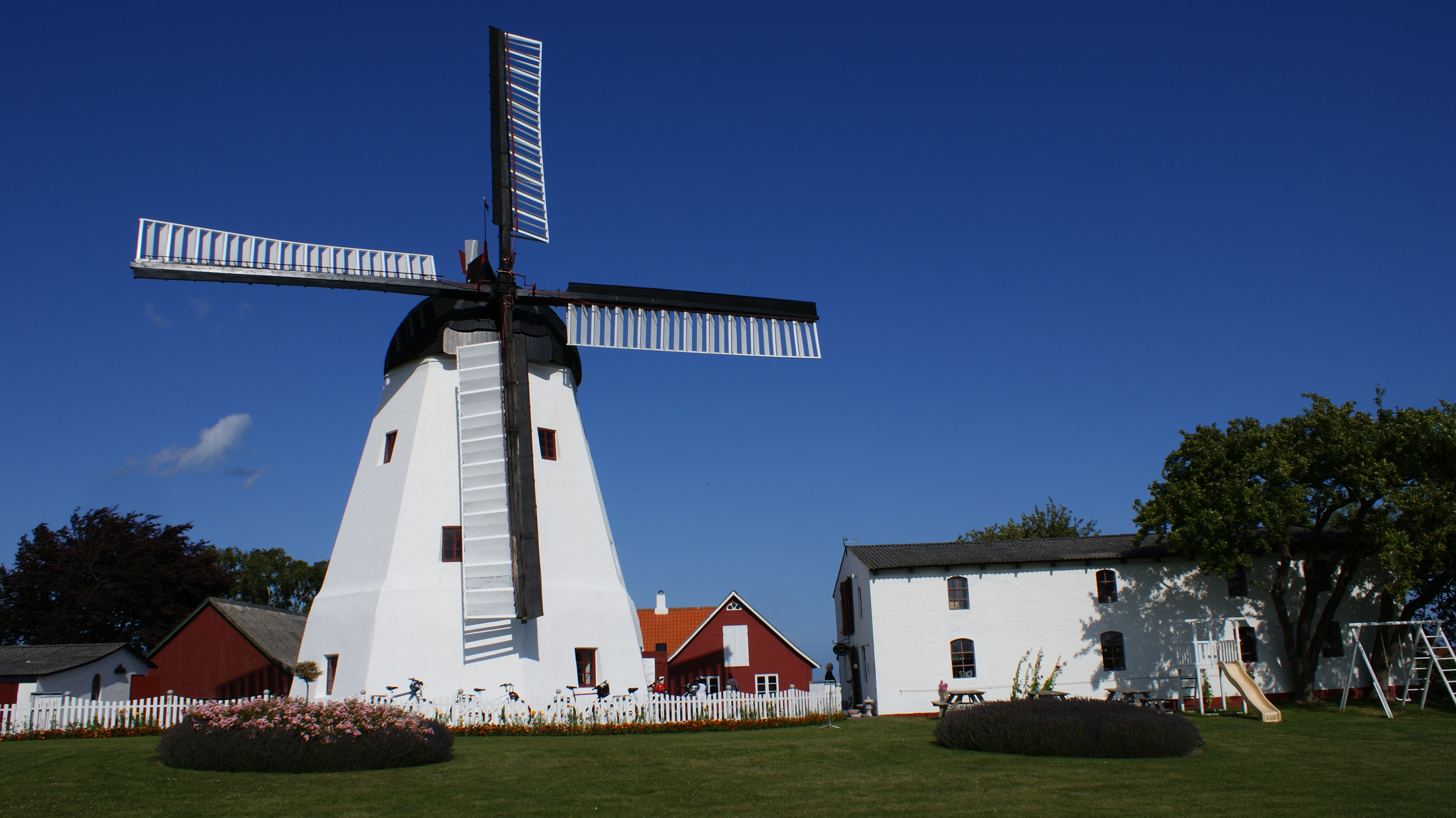
De Aarsdale Mølle
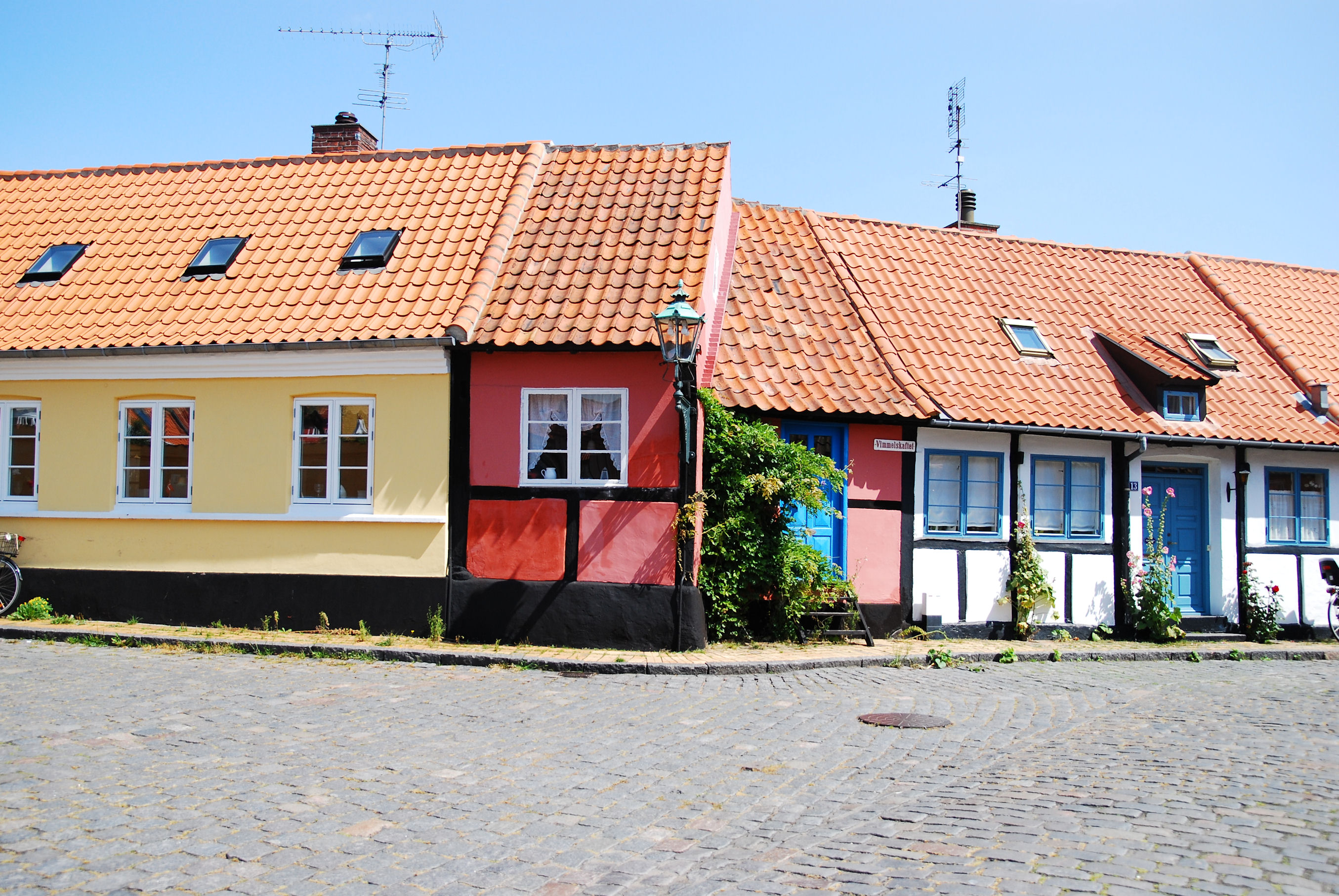
Pittoreske huisjes in Rønne
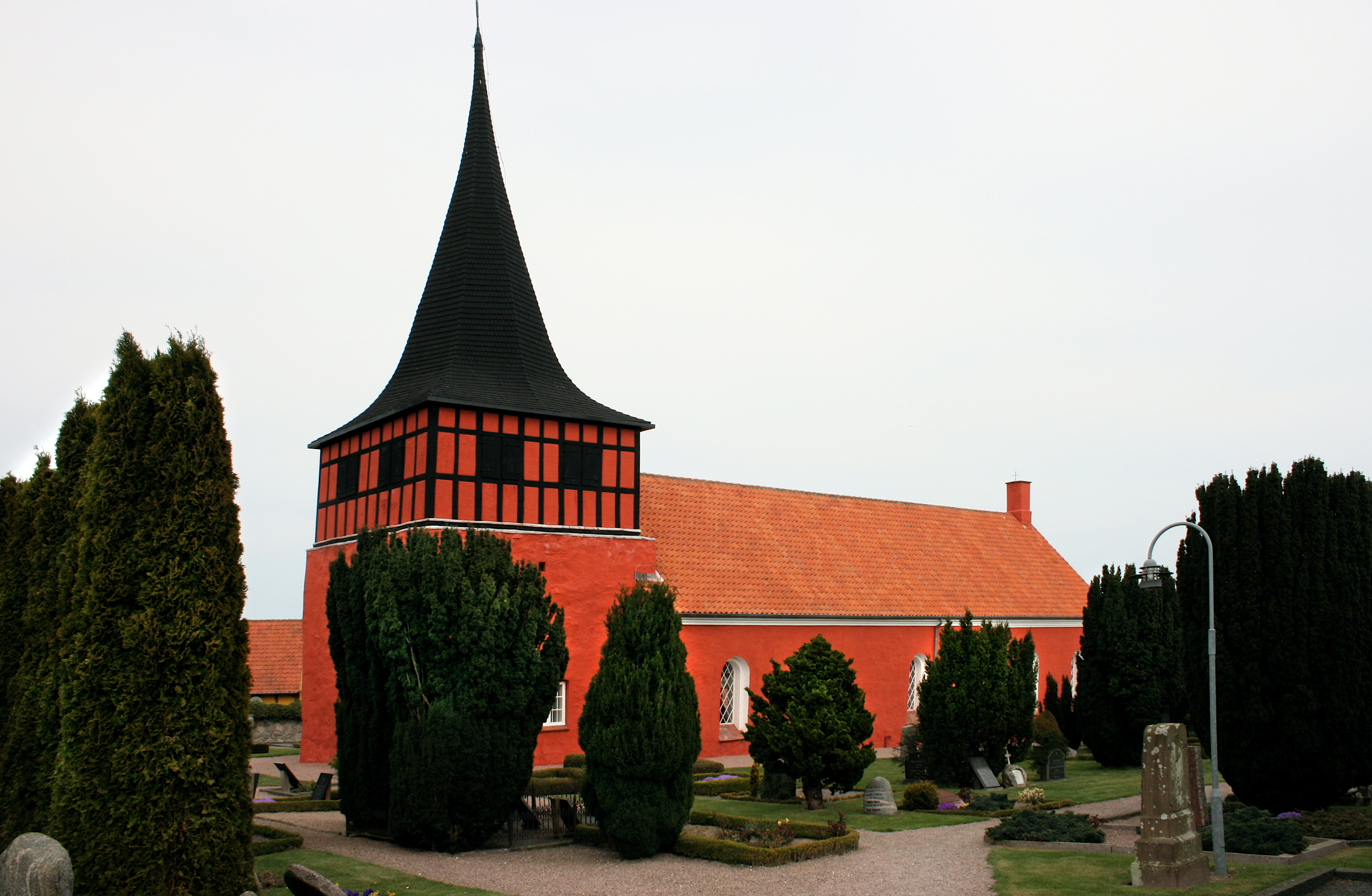
De kerk van Svaneke
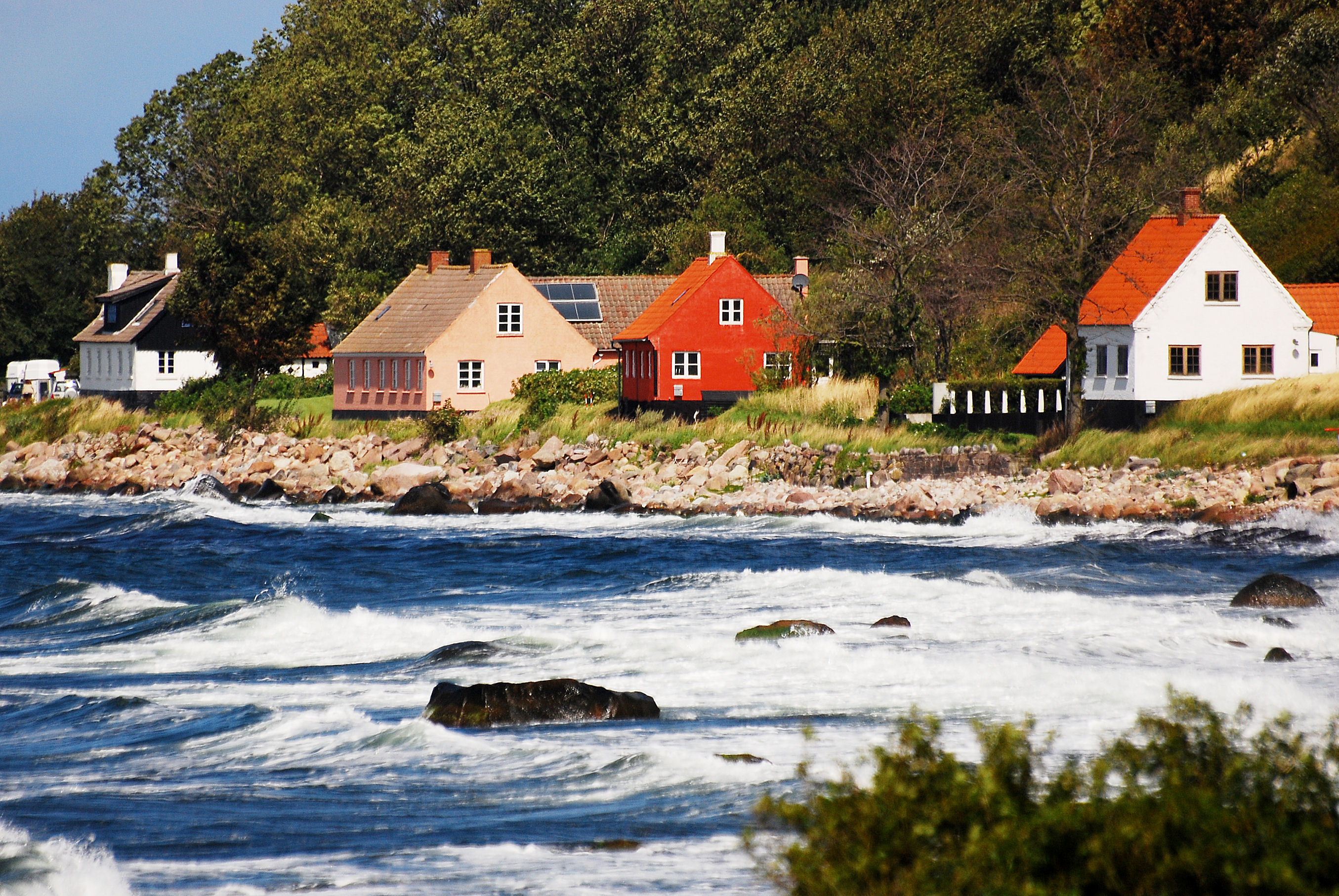
Kustlijn van Bornholm
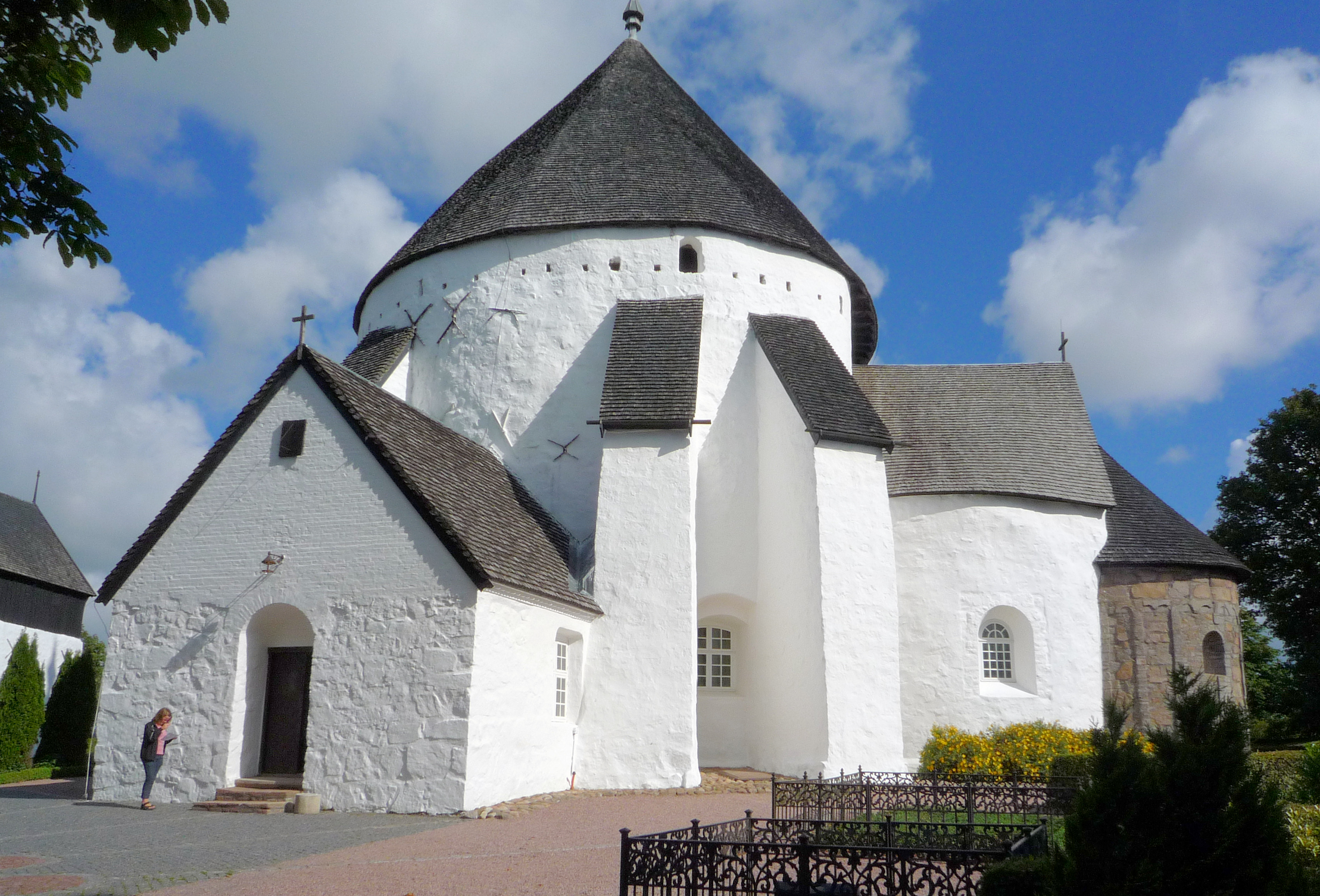
De ronde kerk van Østerlars

## Trivia
- De Deense avonturenfilm Tempelriddernes Skat ("De schat van de Tempeliers") is gebaseerd op de hypothese dat de Orde van de Tempeliers de Ark van het Verbond in een van de ronde kerken van Bornholm had verborgen.
- Het eiland heeft zijn naam gegeven aan de ziekte van Bornholm, een virusontsteking die met koorts en pijn op de borst gepaard gaat.
- De Denen hebben een liefkozend lied voor het eiland: Bornholm, Bornholm, Bornholm. Wanneer de veerboot in Rønne aanmeert, wordt dit lied over de intercom gespeeld. Deze versie stamt uit de film Far til fire på Bornholm ("Vader van vier op Bornholm").[17]
- Op zondag 5 september 2010 zou de eerste raket met ruimteschip Heat 1X Tycho Brahe gelanceerd worden door een amateurvereniging Copenhagen Suborbitals. Een ventiel dat de vloeibare zuurstof op -180 °C door moest laten, raakte defect. In juni 2011 volgde een nieuwe en succesvolle poging.[18]
- Kristian Zahrtmann schreef het volkslied van Bornholm in het boek over de geschiedenis van Bornholm.[19]
- Het jaar 2010 (november, december) leverde extreme situaties op doordat sneeuwval en storm alle wegen onbegaanbaar maakten. Vele Bornholmers raakten geïsoleerd en konden dagenlang hun huis niet verlaten. De drie kerstdagen zorgden tevens voor chaos voor honderden reizigers naar Bornholm die op de veerboot of in een sporthal in Rønne de kerst door moesten brengen.[20] Het verkeer heeft 5 dagen stil gelegen. Pas op tweede kerstdag gaf de politie toestemming om weer met de auto de weg op te begeven.[21] Ook de NOS maakte hier een reportage over.[22]
- Het eiland heeft een eigen ziekenhuis: Bornholms Hospital.
- Hoofddorp, de hoofdplaats van de Nederlandse gemeente Haarlemmermeer, heeft een wijk met de naam Bornholm, vernoemd naar het Deense eiland.

Steden: Aakirkeby · Allinge-Sandvig · Hasle · Nexø · Rønne

Dorpen: Aarsdale · Balka · Gudhjem · Klemensker · Listed · Lobbæk · Nyker · Nylars · Østerlars · Østemarie · Pedersker · Snogebæk · Sorthat-Muleby · Svaneke · Tejn · Vestermarie

Buurtschappen: Arnager · Årsballe · Boderne · Bodilsker · Bølshavn · Dueodde · Helligpeder · Ibsker · Knudsker · Melsted · Olsker · Poulsker · Rø · Rutsker · Sandkås · Smørenge · Stenseby · Teglkås · Vang

Omgeving op en nabij Bornholm: Almindingen · Christiansø · Døndalen · Ekkodalen · Ertholmene · Frederiksø · Gryet · Hammeren · Paradisbakkerne · Rytterknægten · Stammershalle · Troldeskoven
Aaker (kerk) · Allinge-Sandvig (kerk) · Bodilsker (kerk) · Christiansø (kerk) · Gudhjem (kerk) · Hasle (kerk) · Ibsker (kerk) · Klemensker (kerk) · Knudsker (kerk) · Nexø (kerk) · Nyker (kerk) · Nylarsker (kerk) · Olsker (olskerkerk en Tejnkerk) · Østerlarsker (kerk) · Østermarie (kerk) · Pedersker (kerk) · Poulsker (kerk) · Rø (kerk) · Rønne (kerk) · Rutsker (kerk) · Svaneke (kerk) · Vestermarie (kerk)
- Bibliothèque nationale de France: cb124087678 (data)
- Gemeinsame Normdatei: 4007781-0
- Library of Congress Control Number: sh86002572
- MusicBrainz: eb3ee637-796f-405c-a2e7-0f7280febaa8
- Nationale Bibliotheek van Tsjechië: ge128790
- Nationale Bibliotheek van Israël: 987007548744705171
- Système universitaire de documentation: 033196729
- Virtual International Authority File: 136037905